# 쉬자인
쉬자인(중국어: 許家印, 1958년 9월 9일 ~)은 중국의 기업인이다.
중국 허난성 주구시 타이캉 현 출신으로 농민 가정에서 자랐으나 저가형 소형 주택을 기본으로 한 부동산 프로젝트를 성공시키며 CEO로 자수성가하였다. 쉬자인이 창립한 헝다그룹은 중국 굴지의 부동산 업체가 되었다. 쉬 회장은 2013년 포브스 지에서 선정한 중국 최고의 자선가 1위에 뽑혔다.